# لحمان (مذيخرة)

تعديل مصدري - تعديل

لحمان هي إحدى قرى عزلة الجوالح بمديرية مذيخرة التابعة لمحافظة إب، بلغ تعداد سكانها 754 نسمة حسب تعداد اليمن لعام 2004.